# Vigne de Montmartre
La vigne de Montmartre, dont le nom officiel est le Clos-Montmartre, est une vigne plantée sur la butte Montmartre, dans le 18e arrondissement de Paris.

## Situation géographique

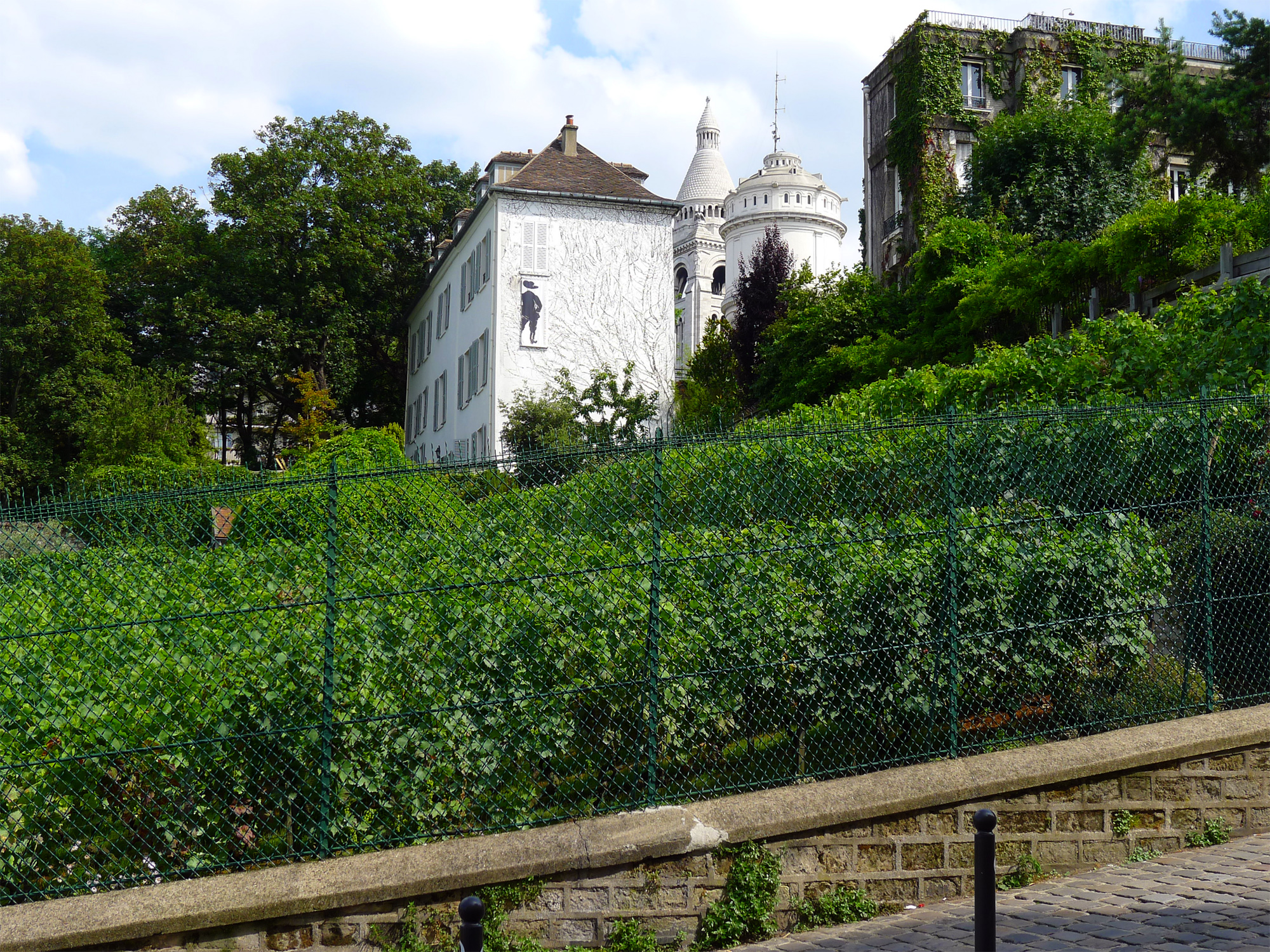
Le clos vu depuis la rue des Saules.

Le vignoble pousse sur le flanc nord de la butte Montmartre, le long de la rue Saint-Vincent et de la rue des Saules.
De part et d'autre se trouvent deux bâtiments montmartrois célèbres : le cabaret Au Lapin Agile et le musée de Montmartre.

## Histoire

### Origine viticole du site

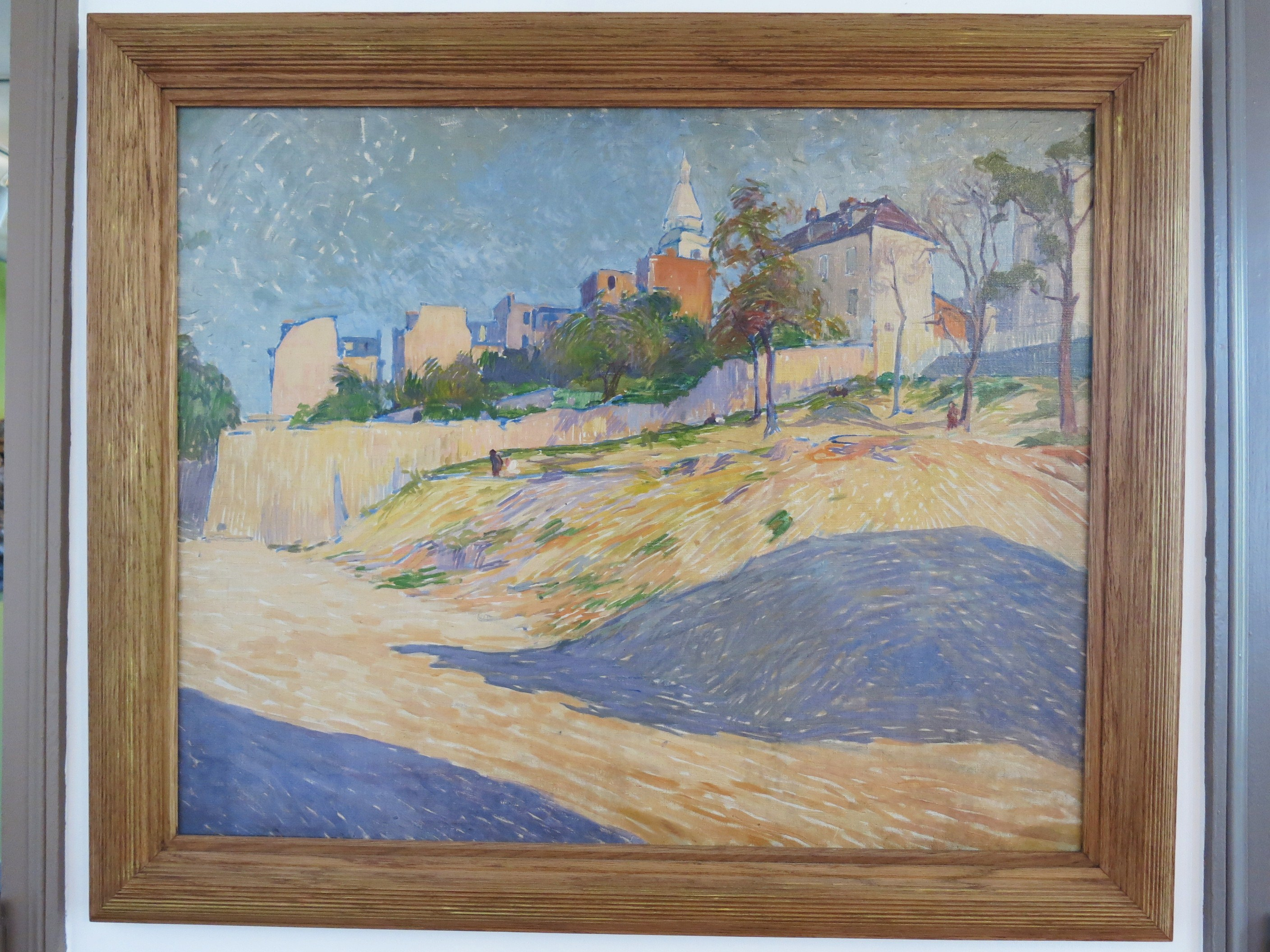
Le terrain nu avant la plantation de la vigne.

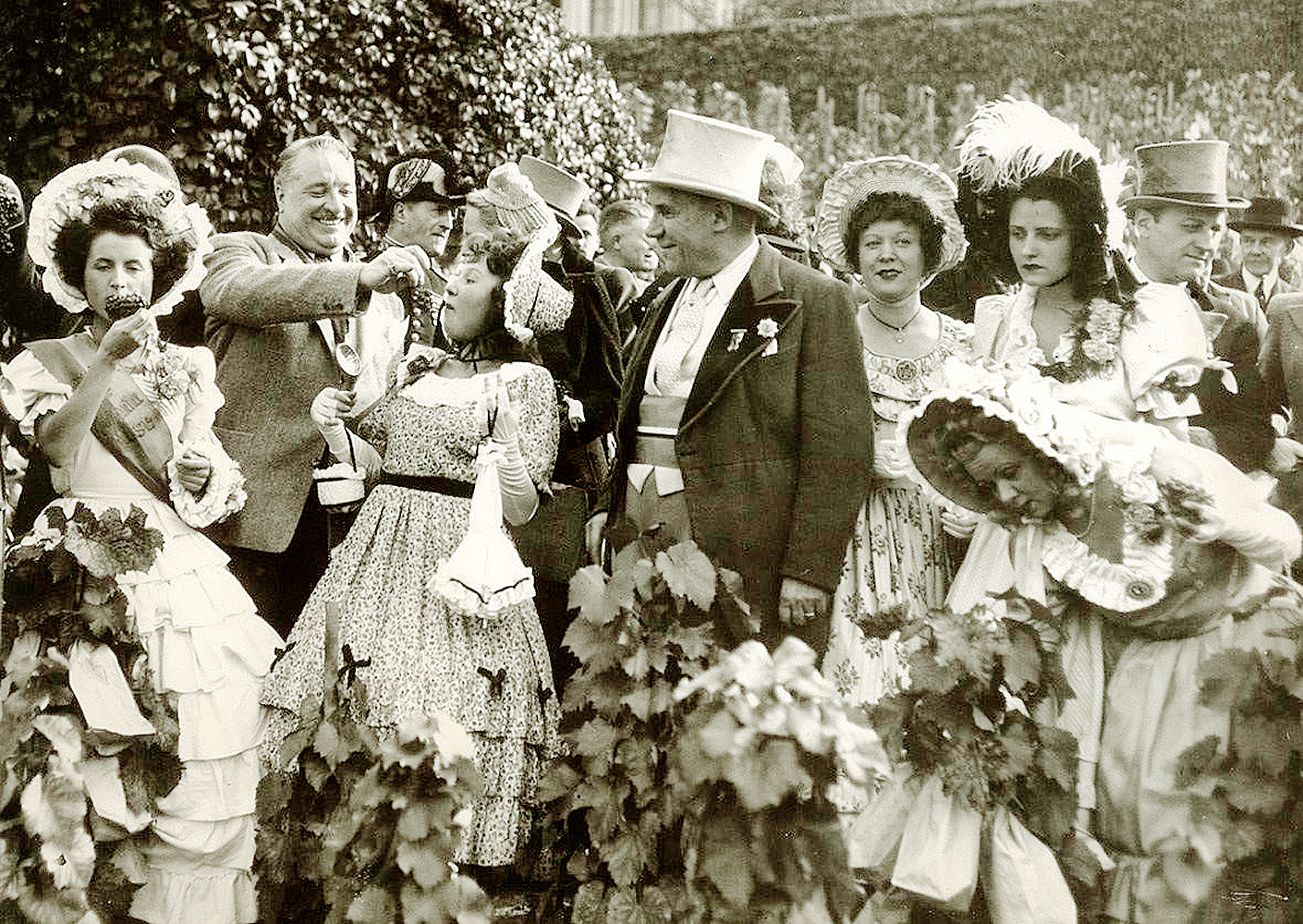
Fête des vendanges de Montmartre en 1939.

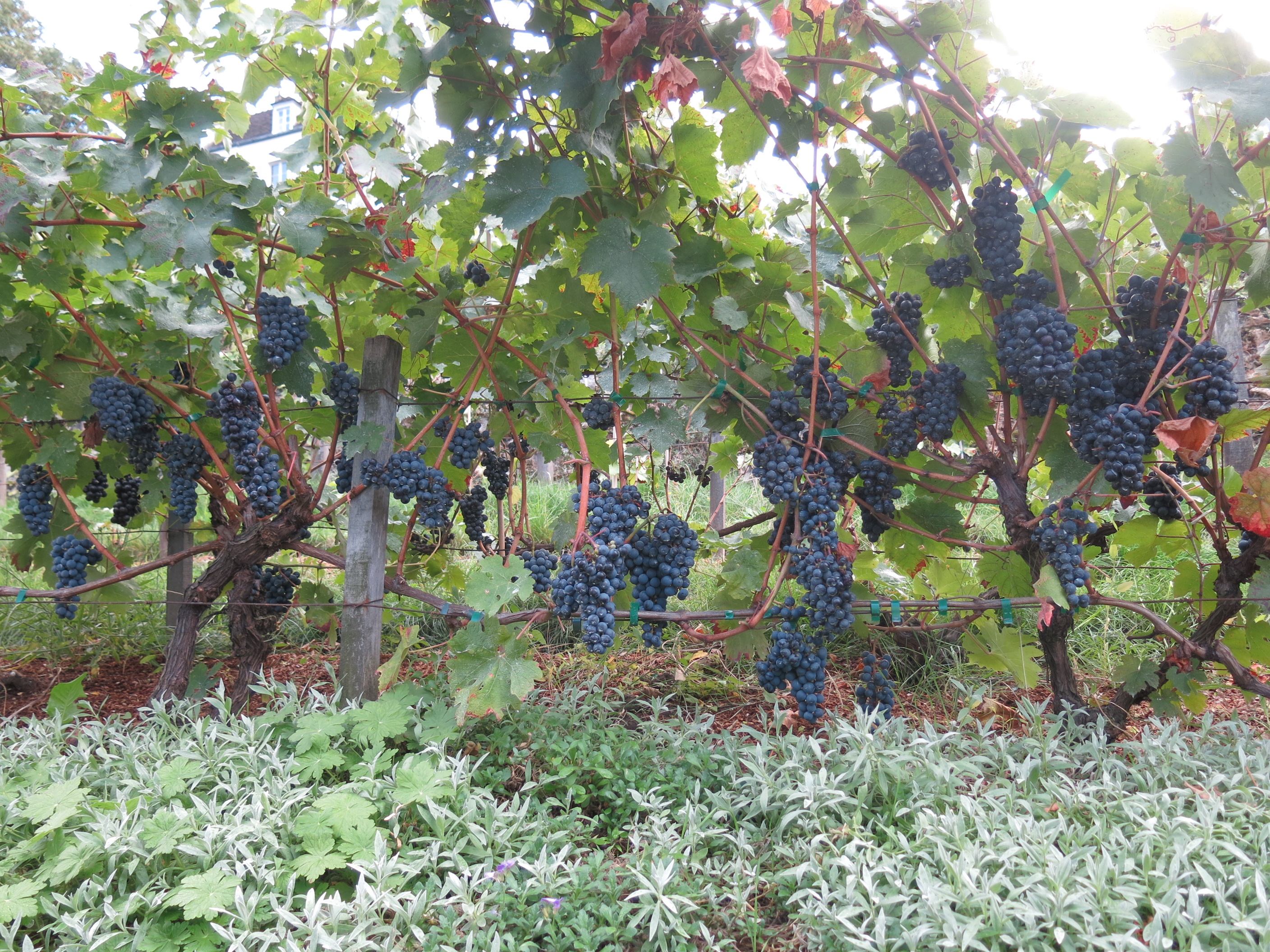
Les grappes fin septembre (2015).

L'existence de vignes à Montmartre est attestée dès 944.
Au XIIe siècle, des vignes sont plantées par les dames de l'abbaye de Montmartre fondée par Adélaïde de Savoie.
L'appauvrissement de l'abbaye amène celle-ci à vendre ses parcelles de vigne. Au XVIe siècle, les habitants de Montmartre sont principalement laboureurs-vignerons. Les vignes sont cultivées du sommet de la butte jusqu'aux plaines environnantes.
Tour à tour vin blanc puis rouge, le vin de Montmartre est connu sous différentes appellations : « Le clos Berthaud », « La Goutte d'or », « Le Sacalie », « La Sauvageonne » ou encore plus tard, « Le Picolo ». Au XVIIe siècle, le vin de Montmartre est un petit vin réservé à la consommation locale. Un dicton populaire de l'époque se moque de sa qualité, qui semble être ici exclusivement diurétique :

« C'est du vin de Montmartre

Qui en boit pinte en pisse quarte. »

Une pinte équivaut à 0,95 litre et une quarte vaut 2 pintes.
Au début du XVIIe siècle, à l'emplacement actuel du Clos-Montmartre, s'élève une guinguette champêtre. Son nom, Le Parc de la Belle Gabrielle, vient du voisinage d'une maison qui aurait appartenu à Gabrielle d'Estrées, maîtresse du roi Henri IV. Au XVIIIe siècle, la colline est recouverte aux trois quarts de vignes et le vin, non soumis aux droits d'octroi car en dehors de Paris, a favorisé l'ouverture de tavernes et cabarets.
Plus tard, le lieu se transforme principalement en terrain vague, asile pour les clochards et terrain de jeux pour les enfants du voisinage. Lorsque Montmartre est annexée à Paris en 1860, les habitations se développent au détriment de la vigne restante.
À l'endroit des vignes actuelles, il y avait un jardin et une maison où habitait le chansonnier Aristide Bruant. Le Peintre Toulouse-Lautrec est venu peindre dans ce jardin et, dans la maison à côté, ce fut Renoir, dans ce qui est maintenant le musée de Montmartre.

### La vigne contemporaine
À la mort d'Aristide Bruant, la ville de Paris rachète le lieu, et, en 1928, toutes les vignes ont disparu. En 1930, il est prévu d'y construire des immeubles, mais les habitants du quartier et la société savante du Vieux Montmartre se mobilisent pour s'opposer à ces constructions. Le préfet de l'époque les entend et rend le terrain inconstructible.
En 1933, la ville de Paris crée le Clos-Montmartre en plantant vingt mille pieds de vigne (0,15 hectare) de gamay et de pinot noir provenant du domaine de Thomery, près de Fontainebleau. Le domaine s'étend à l'emplacement de l'ancien square de la Liberté, aménagé par le dessinateur Francisque Poulbot, fondateur de la République de Montmartre, en 1929. L'exposition au nord du Clos-Montmartre en fait une sorte d'aberration viticole, ce qui explique que sa vendange a lieu fort tard, c'est-à-dire à la mi-octobre par les personnels publics-vignerons du service des parcs et jardins de la Ville de Paris.
En 1934, une première fête des vendanges a lieu en présence du président de la République, Albert Lebrun, et parrainée par Mistinguett et Fernandel. Mais les pieds n'ayant pas encore donné de grappes de raisin, on doit donc en acheter aux Halles et les accrocher avec du fil afin que les parrains puissent les couper. Depuis, chaque année au mois d'octobre, la Fête des vendanges de Montmartre est organisée, avec un défilé réunissant les associations montmartroises et des confréries vinicoles de provinces invitées.
Cette vigne (il reste aujourd'hui 1 762 pieds selon les propos de Gilles Guillet, grand maître de la Commanderie du Clos-Montmartre dans l'émission Les Escapades de Petitrenaud) aujourd'hui « comprend les variétés les plus classiques des provinces viticoles de France, ainsi qu'une sélection d'hybrides vigoureux et fertiles ». L'ensemble est embelli par des plantations décoratives. Actuellement, il y a 30 cépages différents ; 70 % de ces cépages sont anciens. On remplace petit à petit les pieds par des vignes venant de Suisse.
L'accès du public n'est pas autorisé, sauf pour des occasions exceptionnelles, comme la Fête des jardins, organisée chaque automne depuis 1980 par la mairie de Paris.
La récolte de l'année 2016 était de 1 950 kg. La cueillette du raisin ne donne pas lieu à une manifestation publique particulière. Il est pressé dans les caves de la mairie du 18e arrondissement. Le vin est ensuite vendu aux enchères. Le bénéfice revient aux œuvres sociales de la Butte.

## Les 4 saisons de la vigne

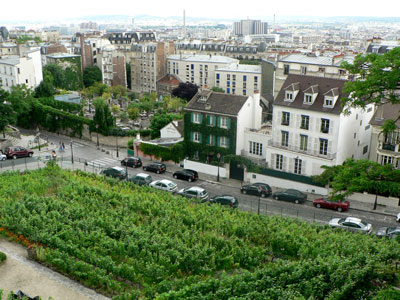
Printemps.
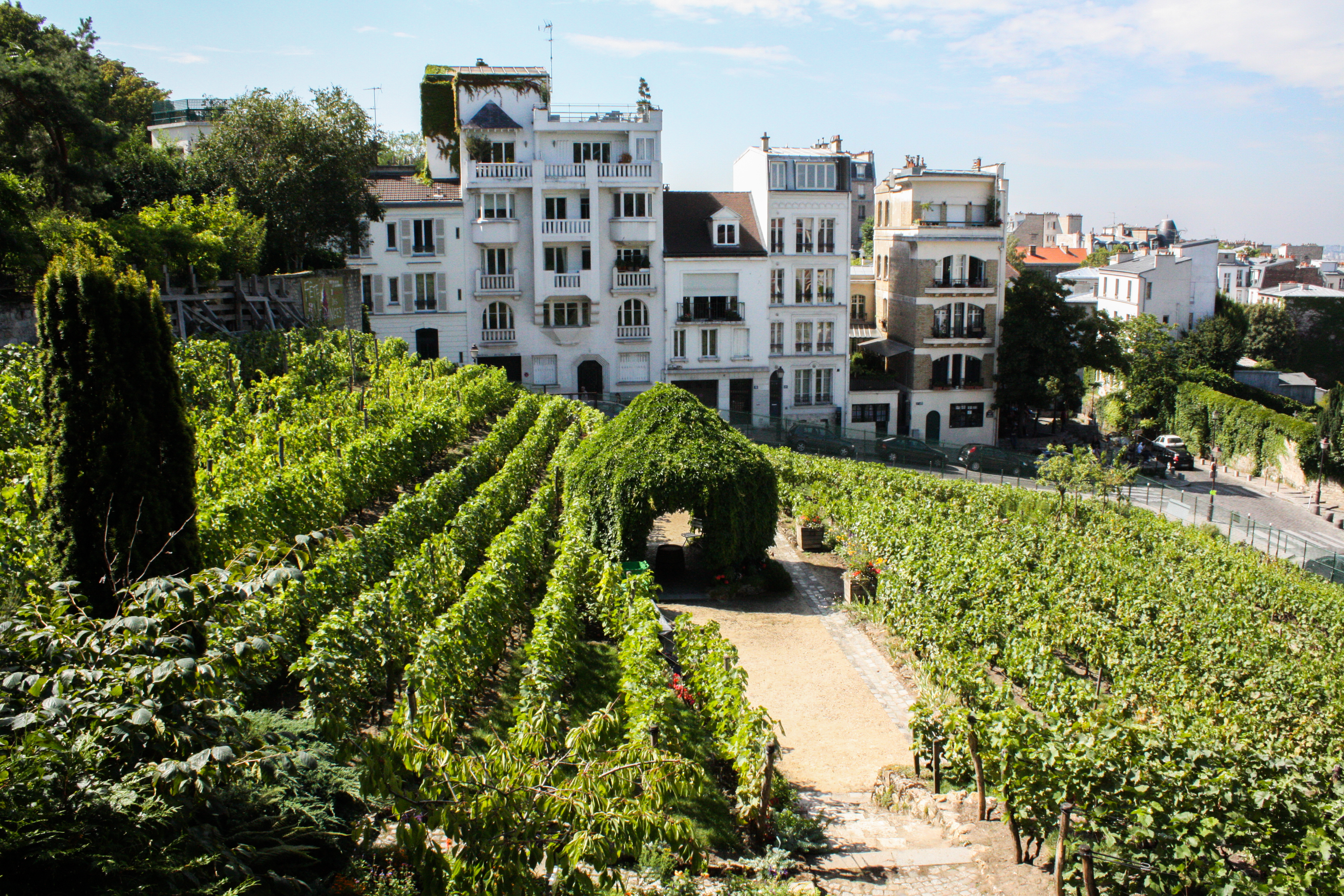
Été.
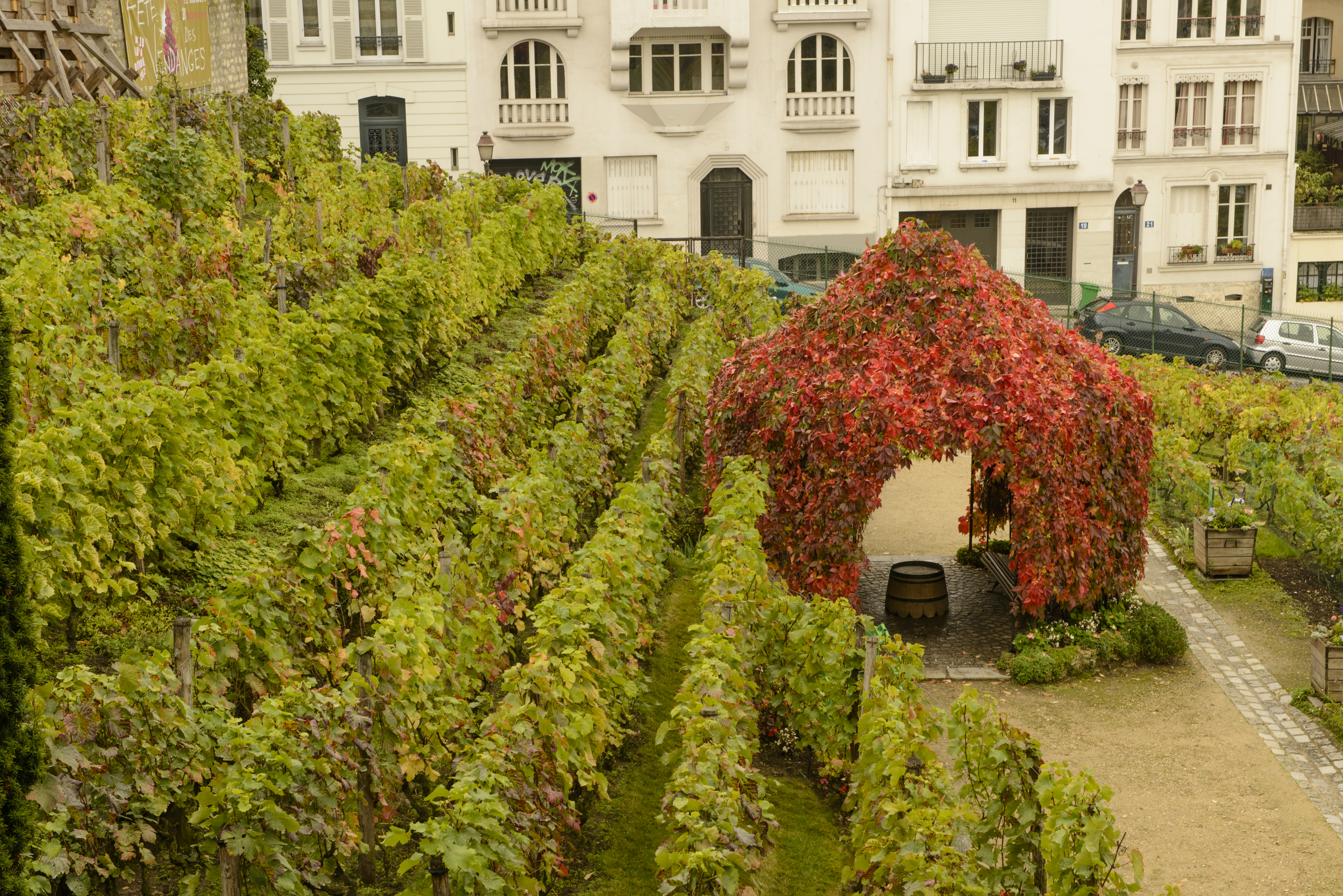
Automne.
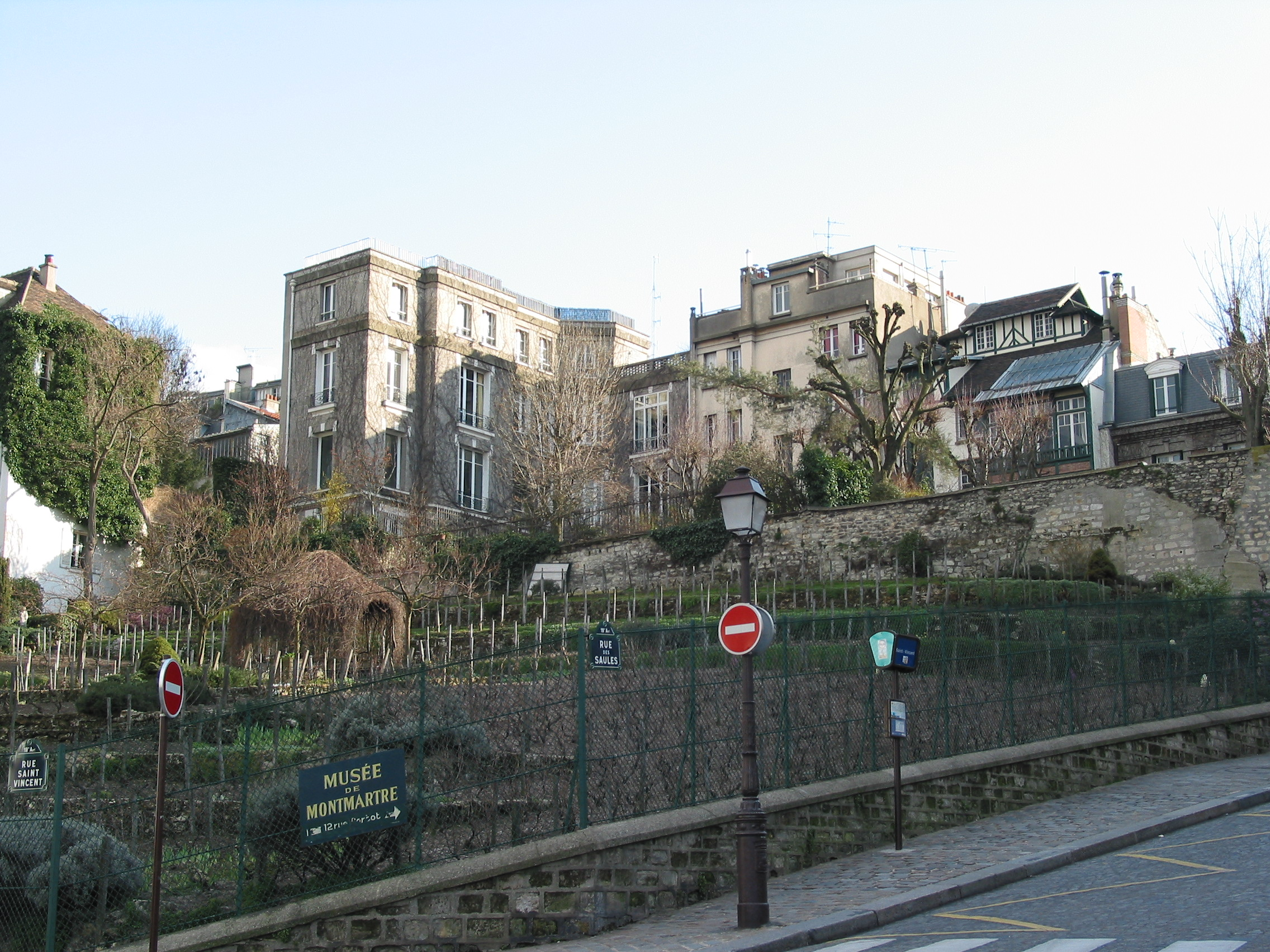
Hiver.

## Accès
Le site est desservi par la ligne 12 du métro de Paris à la station Lamarck - Caulaincourt et par la ligne de bus 40, la seule à circuler sur la butte Montmartre, à l'arrêt Les Vignes.

## Source
- Document imprimé d'information, diffusé par la Mairie de Paris au moment de la Fête des Jardins 2008.